# Brza Palanka
Brza Palanka (serbisches-kyrillisch: Брза Паланка), oft auch nur Brza bezeichnet, ist eine Kleinstadt (Varošica) in der Opština Kladovo und im Okrug Bor, und somit im Osten Serbiens.

## Geographie
Brza Palanka befindet sich in der geographischen Region Ključ am rechten Ufer der Donau, die hier die Staatengrenze zum östlichen Nachbarland Rumänien darstellt. Die Siedlung befindet sich an der Straße von Kladovo nach Negotin. Brza Palanka liegt etwa 20 km südwestlich von der Gemeindehauptstadt Kladovo entfernt. 
Brza Palanka wird wegen ihres schönen Strandes oft als die Perle des Đerdapsko jezero genannt und zieht vor allem im Sommer viele Touristen an.
Abgesehen von dem schmalen und auf niedriger Höhe sich befindenden Siedlungsteil am Donauufer, ist der Rest des Siedlungsgebiets auf Höhen von bis zu 400 Metern angelegt. Durch die Siedlung fließt auch der Bach Suvaja. 

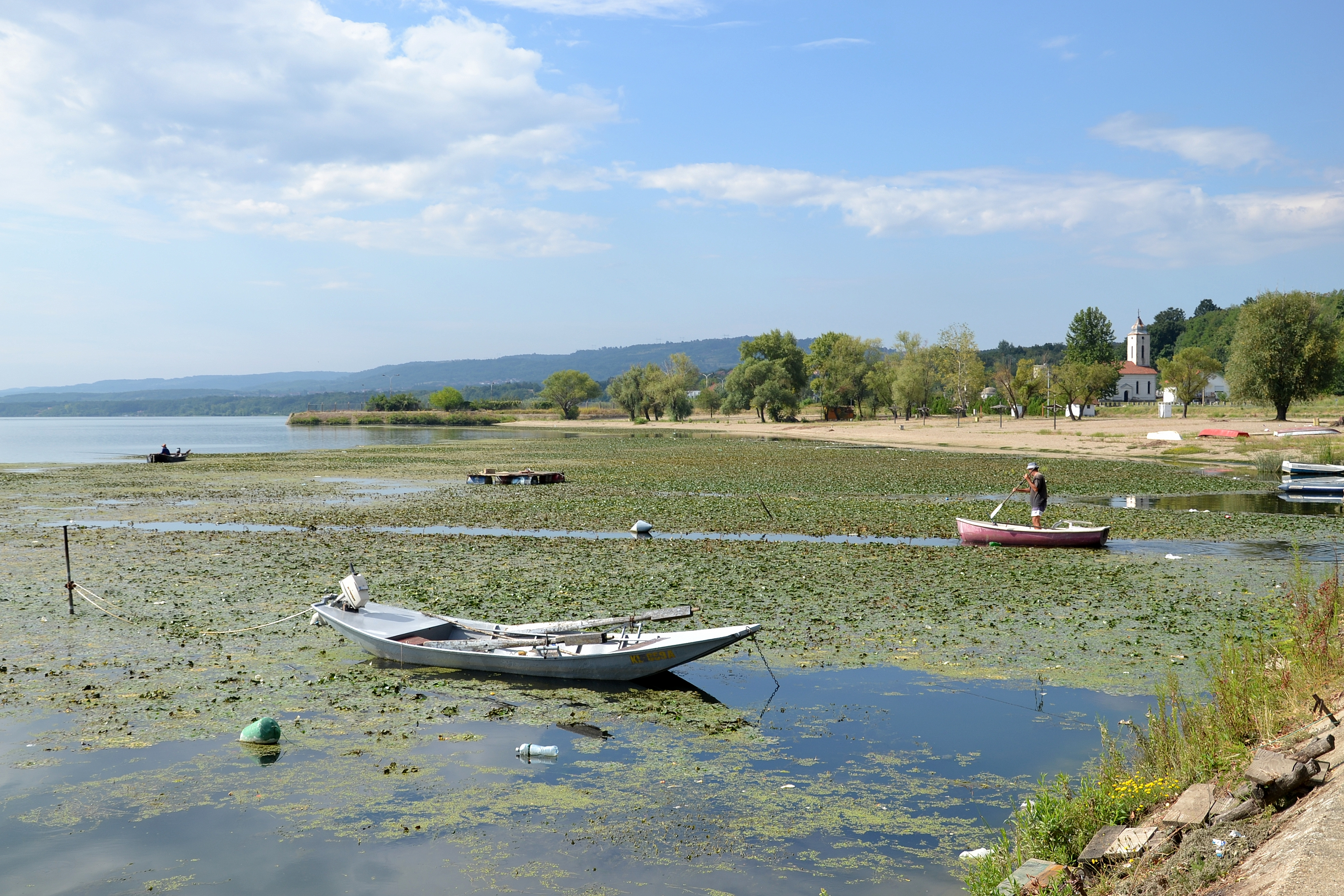
Die Donau in Brza Palanka, im Hintergrund die Dreifaltigkeitskirche

### Flurnamen
Die Felder, Wiesen und Haine auf dem Siedlungsgebiet heißen: Veliko Prisoje, Kravin Kraj, Alun, Blc, Strnjak, Sinovčev und Mađijin Krak, Izvorac, Zakatare, Seča, Kuratura, Stara Ograda, Skupinj, Šćubi, Gudura, Buljubašina Poljana und Turski Vinogradi. Die Wälder befinden sich im Prisoje, Suvaja, Osoje, Zakatare und Crkvena Dolina. 

### Ortsteile
Brza Palanka ist in fünf separate Ortsteile unterteilt: Čaršija, Suvaja, Ungurjani, Koritari und Planinci. Während die Häuser sich im Ortsteil Planinci eher weiter von einander befinden sind sie in den übrigen Ortsteilen näher aneinander gebaut.
Der Ortsteil Čaršija befindet sich auf der niedrigen Terrasse am Donauufer an der Straße Negotin-Kladovo, wo sich das Ortszentrum befindet mit: Geschäften und Kneipen, dem kleinen Flusshafen, dem Gerichtssaal, der Schule und dem Postamt. 
Der Ortsteil Suvaja befindet sich nordwestlich der Čaršija und die Häuser befinden sich auf der steilen Uferseite des Suvaja-Baches, der von der hohen Terrasse herabfließend kommend in die Donau mündet. 
Der Ortsteil Ungurjani befindet sich auf einer höheren Terrasse westlich der Čaršija und südlich von Suvaja. 
Der Ortsteil Koritari ist südlich von Ungurjani zu finden und der Ortsteil Planinci befindet sich auf der höchsten Stelle der Terrasse.

## Geschichte
Zur Zeit der Römer befand sich an der Stelle der heutigen Siedlung die römische Stadt Aegeta, diese lag an der Via Militaris. Bei archäologische Ausgrabungen fand man im Ort fünf Statuen des römischen Gottes Dolichenus, Geldmünzen, Reste von Fundamenten, alte Friedhöfe und Steine mit lateinischen Inschriften. Unweit der Kirche wurde das Heiligtum des Gottes Jupiter Dolichenus der Hauptgottheit von Dolicha entdeckt. Es wurden mehrere Marmorstatuen gefunden, die sich jetzt im Museum der Stadt Negotin befinden. Der Gott Jupiter Dolihenus ist hier auf einem Stier mit einer Doppelaxt in der erhobenen rechten Hand dargestellt.

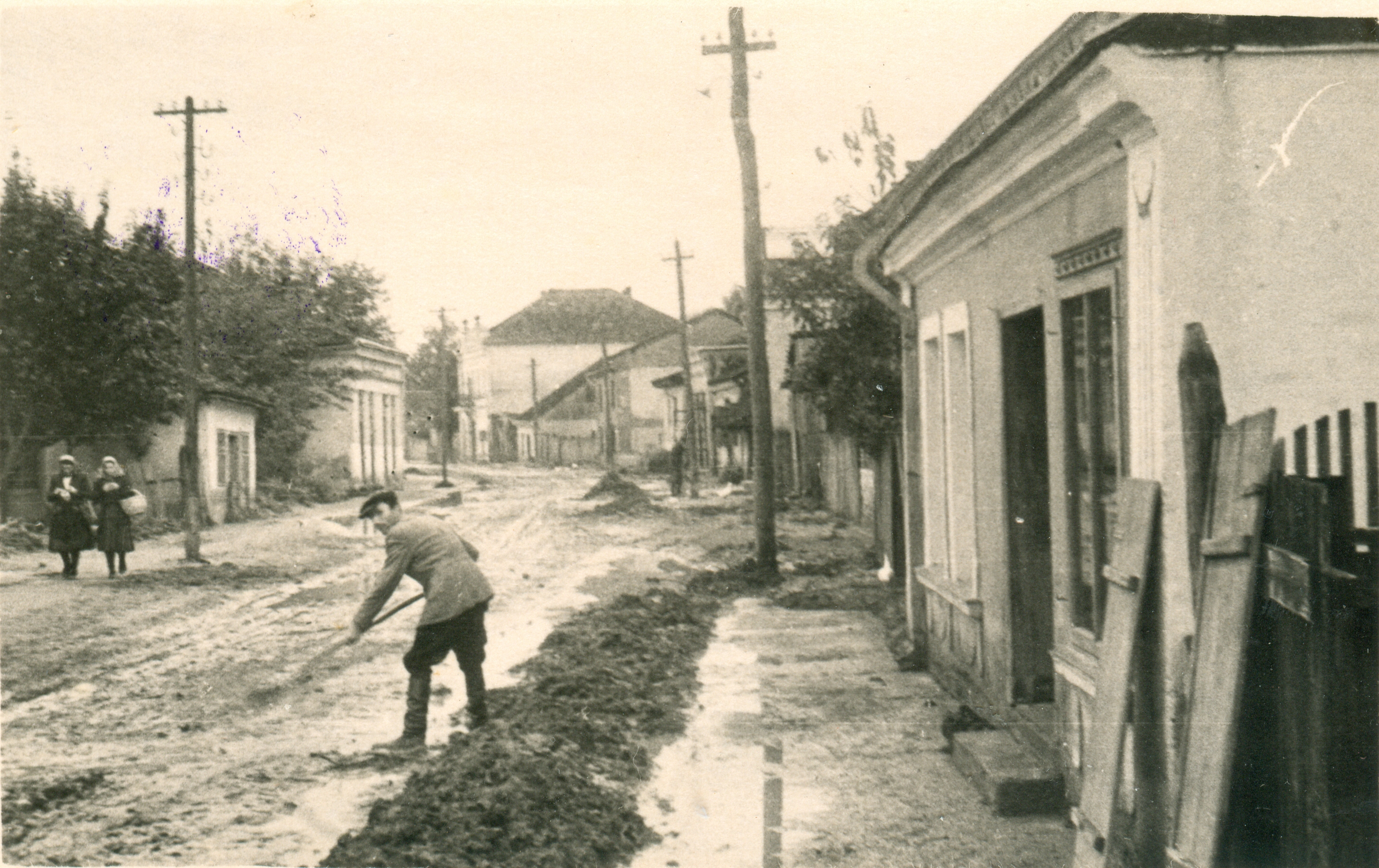
Aufräumarbeiten in Brza nach einem Hochwasser im Jahre 1956

Als erster bewohnter Ortsteil von Brza Palanka gilt Suvaja, später wurde der Ortsteil Čaršija besiedelt, in der Zeit als Brza Palanka zum osmanischen Reich gehörte lebten in der Čaršija die Türken und dort stand auch eine Moschee. Die übrigen Ortsteile wurden erst in der zweiten Hälfte des 19. Jahrhunderts gegründet. 
Während des ersten serbischen Aufstands wurde in der Nähe von Brza Palanka die erste Verbindung zwischen den Aufständischen und der russischen Armee hergestellt. Der Hajduk und Vojvoda Veljko Petrović begrüßte dort die russische Armee. Auch der Dichter und der Reformer der Serbischen Schriftsprache Vuk Stefanović Karadžić diente in Brza Palanka als Zollbeamter und Richter.
1847 wurde im Ort eine Grundschule eröffnet, zuerst für Jungen und dann für Mädchen. Bald folgten ein Postamt, ein kleiner Flusshafen und ein Marktumschlagsplatz, wo Wein, Weizen und Holz exportiert wurden. Brza Palanka hatte im Jahre 1783 um die 40 Haushalte (davon 20 türkische), 1846 waren es 98 Haushalte, im Jahre 1866 waren es 142 und 1924 bildeten 242 Haushalte den Ort. In Brza Palanka wurde das erste serbische Kriegsschiff gebaut. 
Während des Zweiten Weltkriegs im Oktober 1944 überquerten sowjetische Truppen in der Nähe von Brza Palanka die Donau und trafen sich mit den jugoslawischen Partisanen. 
Brza Palanka lag ursprünglich südlich des heutigen Standortes. Mit dem Bau des Kraftwerk Eisernes Tor 2 in den 1970er bis 1980er Jahren wurde die alte Siedlung Brza Palanka überflutet und etwas weiter nördlich neu errichtet. 1983 am neuen Standort wurde die neue Grundschule eröffnet. 
Im Zentrum der Varošica wurde am Ufer der Donau ein Kriegerdenkmal für die gefallenen Soldaten der Befreiungskriege von 1912 bis 1918 errichtet worden. Auch im Zentrum befindet sich ein kleines Ethnozentrum mit einem Museum. 

### Opština Brza Palanka
Bis zum Jahre 1965 war Brza Palanka der Sitz der Opština Brza Palanka. Diese Gemeinde bestand aus den Orten: Brza Palanka, Grabovica, Kupuzište, Ljubičevac, Reka, Velesnica und Velika Kamenica, diese Dörfer befinden sich heute auf dem Gebiet der Opština Kladovo und den Dörfern Mala Kamenica, Mihajlovac und Slatina, diese liegen heute in der Opština Negotin.
Mit Auflösung der Gemeinde ist das Gebiet der ehemaligen Gemeinde Brza Palanka, zu einem Teil der Gemeinden Kladovo und Negotin geworden.

## Religion
Im alten Brza Palanka stand die 1872 fertiggestellte erste Serbisch-orthodoxe Dreifaltigkeitskirche, diese ging mit dem alten Ort in den Fluten unter. Im heutigen Süden des Ortes steht die 1982 erbaute serbisch-orthodoxe Dreifaltigkeitskirche. Im Jahre 2017 wurde das Dach und der Kirchturm der Kirche erneuert. Im Norden der Varošica befindet sich der Serbisch-orthodoxe Friedhof. Im Ort steht auch ein Pfarrhaus. 
Die Kirche ist Sitz der Pfarrei Brza Palanka im Dekanat Ključ der Eparchie Timok der Serbisch-orthodoxen Kirche.

## Einwohner
Die Volkszählung 2002 (Eigennennung) ergab, dass 1076 Menschen im Dorf leben. Die meisten von ihnen waren Serbisch-Orthodoxe. Die Bevölkerungsmehrheit bilden Serben, zudem leben im Ort aber auch Angehörige folgender Ethnien: Walachen, Rumänen, Kroaten, Montenegriner, Bulgaren, Tschechen, Roma, Slawische Mazedonier, Albaner und Jugoslawen.
Weitere Volkszählungen:
| 1948 | 1953 | 1961 | 1971 | 1981 | 1991 |
| ---- | ---- | ---- | ---- | ---- | ---- |
| 1739 | 1683 | 1801 | 1668 | 1699 | 1557 |

## Söhne und Töchter der Klitzekleinstadt
- Zoran Lilić, Politiker